# 10 juillet 2011
Le dimanche 1er juillet est le 191e jour de l'année 2011.

## Décès
- Pierrette Alarie, Soprano canadienne[1].
- Pierre Andrès, Sculpteur sur bois et peintre français[2].
- Travis Bean, Luthier américain (guitares)[3].
- Roland Petit, Chorégraphe et danseur français[4].

## Événements
- Le quotidien britannique News of the World paraît son dernier numéro, comme l'a annoncé son propriétaire Rupert Murdoch à la suite du scandale du piratage téléphonique par News International.
- Le Français Thomas Voeckler s'empare du maillot jaune lors de la 9e étape du Tour de France .
- Le Mexique remporte la Coupe du monde de football des moins de 17 ans au terme d'une finale face à l'Uruguay remportée 2-0.
- Fernando Alonso remporte le Grand Prix de Grande-Bretagne et passe à la 3e place du classement général derrière Sebastian Vettel et Mark Webber .
- L'équipe de France de Coupe Davis remporte son quart de finale face à l'Allemagne (4-1). Les Bleus rejoueront en septembre face à l'Espagne, vainqueur des États-Unis.